# مجلس الوزراء الانتقالي
تكون مجلس الوزراء الانتقالي بالسودان بعد سقوط نظام عمر البشير إثر ثورة شعبية، وتم التوافق على رئيس الوزراء بين المجلس العسكري الإنتقالي وقوى الحرية والتغيير، ووقع الاختيار على الدكتور عبد الله حمدوك رئيسا للحكومة 

## تشكيل مجلس الوزراء
أعلن رئيس الوزراء الدكتور عبد الله حمدوك عن تشكيل حكومته وجاء التشكيل كالاتي:
عمر مانيس وزير رئاسة مجلس الوزراء
أبراهيم أحمد البدوي وزيرالمالية
ولاء البوشي وزيرة الشباب والرياضة
مدني عباس مدني وزير التجارة والصناعة
فيصل محمد صالح وزير الثقافة والاعلام
لينا الشيخ وزيرة التنمية الاجتماعية والعمل
د أكرم التوم وزير الصحة
انتصار صغيرون وزيرة التعليم العالي والبحث العلمي
محمد الأمين التوم وزير التربية والتعليم
أسماء محمد عبد الله وزيرة الخارجية
عيسى عثمان شريف وزير الزراعة
ياسر عباس محمد علي وزير الري والموارد المائية
نصر الدين مفرح وزير الشئون الدينية والأوقاف
عادل علي إبراهيم وزير الطاقة والتعدين
يوسف أدم الضي وزير الحكم الإتحادي
نصر الدين عبد الباري وزير العدل
الفريق أول ركن جمال عمر وزير الدفاع
الفريق الطريفي إدريس وزير الداخلية
علم عبد الله أبشر وزير الثروة الحيوانية
هاشم الطاهر الشيخ وزير البنى التحتية والنقل 